# Johann Joachim Spalding
Johann Joachim Spalding (født 1. november 1714, død 25. maj 1804) var en tysk protestantisk teolog, salmedigter, populærfilosof og den mest kendte fortaler for neologien.
Spalding havde skotske aner og var søn af præsten i byen Tribsee. Efter en grundlæggende privatundervisning af faderen gik han på gymnasiet i Stralsund. Efterfølgende studerede han fra 1734 filosofi, teologi og oldsprogene på universiteterne i Rostock og Greifswald.
Han tjente til sit ophold som huslærer samtidig med at han læste til eksamen. Efter at have opnået at få tildelt titlen "dr. theol." blev han 1735 ansat som hjælpepræst i sin fødeby.
1745 avancerede Spalding i Berlin til sekretær for den svenske gesandt von Rudenskjöld. 1748 debuterede han med værket Betrachtung über die Bestimmung des Menschen ("Betragtninger over menneskets bestemmelse"). Dette korte værk blev udgivet anonymt i Greifswald og kan i dag med rette anses som værende den tyske oplysningstids teologiske manifest. Spaldings bog er med sin indre monolog helt rettet mod den kristne åbenbaring og dogmatiske autoritet. Den fremstiller der hvordan individet uden brug af disse af sig selv opnår sikkerhed om sin "udødelighed" ved hjælp af "sanselighed", "åndens herredømme", "dyd" og "religion".
1755 udnævntes Spalding til sognepræst for Lassan. Her gifter han sig med Wilhelmine Gebhardi fra Stralsund. Han fik to sønner med hende: den senere jurist Karl August Wilhelm Spalding og filologen Georg Ludwig Spalding. 1757 blev Spalding præst i Barth. 1762 dør hustruen; efter udstået sørgeperiode gifter han sig igen, denne gang med Maria Dorothea von Sodenstern.
Ved årsskiftet 1763-64 havde Spalding fornemt besøg fra Zürich: Johann Heinrich Füssli, Felix Hess og Johann Caspar Lavater boede i denne tid som gæster i hans hjem.
1764 kaldte kong Frederik 2. af Preussen Spalding til domprovst for St. Nicolai-kirken i Berlin og udnævnte ham desuden til konsistorieråd. I denne kirke og i St. Marie-kirken fik Spalding igennem sine prædikener en stor indflydelse og blev kendt langt ud over byens grænser. I denne periode blev Spalding også nær ven af forfatterne Ewald Christian von Kleist og Johann Wilhelm Ludwig Gleim. Spalding øvede stor indflydelse på teologerne August Friedrich Sack og Siegmund Jacob Baumgarten og vandt dem for sine oplysningsteologiske idéer. Efter det Wöllnerske religionsedikt fra 1788 nedlagde Spalding alle sine embeder.
1774 døde hans anden hustru, og i det følgende år giftede han sig for tredje gang, denne gang med Maria Charlotte Lieberkühn.
Allerede i Greifswald gjorde Peter Ahlwardt ham bekendt med filosoffen Christian Wolffs værker og han tog dennes teorier til sig og videreudviklede dem. Han gjorde sig også fortrolig med de engelske antideisters arbejder, herunder Joseph Butler, Francis Hutcheson og Anthony Ashley Cooper, og han oversatte dele af deres skrifter. Spaldings tvivlen på ortodoksien førte ham snart over i neologien, hvilken retning han senere skulle blive den mest kendte fortaler for. Han bekæmpede desuden ivrigt Julien Offray de La Mettrie og dennes materialisme.
Han døde næsten 90 år gammel in Berlin. Hans søn Georg Ludwig Spalding (1762-1811) blev professor på Grauen Kloster i Berlin.

## Fodnoter
1. ↑  Se immatrikulation af Johann Joachim Spalding i Rostock Matrikelportal